# 小倉正行
小倉 正行（おぐら まさゆき、1952年 - ）は、日本のジャーナリスト。

## 概要
鎌倉市出身。京都大学法学部卒業。日本農業市場学会、日本科学者会議に所属。国会議員秘書を経てジャーナリストになる。
2011年に日本が環太平洋パートナーシップ協定に加わることに反対する。このことで日本の農業は壊滅し、国土は荒廃し、有害食品が国内に入ってきて、医療が受けられなくなると主張していた。食料自給率は13%に下がると試算していた。
中国から輸入されている食品については、見た目を綺麗にするために用いられている漂白剤が用いられており、これを基準値を超えて摂取すると気管支の障害やアレルギーを引き起こす危険性があるとする。ポリソルベートは安全性に疑問があるために日本では使用が禁止されているが、中国では使用できているとする。安息香酸についても、抵抗力の弱い子供には危険で、摂取を続ければ情緒不安を招くなどを悪影響を及ぼすとする。
煙草に含まれている放射性物質であるポロニウムにはウランの100億倍の放射能の強さを持つと主張。ポロニウムを経口で摂取することで体内被曝を広範囲で引き起こし、多臓器不全をもたらして死に至ると主張。ポロニウムは少量でも取り込めば放射線を出し続けて発癌に至ると主張。
新型コロナウイルスは、冷凍食品から感染しているとする。物流で冷凍食品を扱う作業員は、食品や包装などを介して感染しているとする。海外から輸入した冷凍食品に触れるだけで感染しているとする。
輸入されている食品のモニタリング検査を行っている率が低いことを指摘する。そしてモニタリング検査での結果が判明する前に輸入が認められていることも指摘する。輸入業者は基本的にはモニタリング検査の結果が出るまで国内流通させないようにして、違反が発覚すれば廃棄するという処置をとっているものの、中には結果を待たずに卸してしまう業者も存在しており、モニタリング検査の結果では違反となった食品が既に国内流通していた事例もあるとしている。
2022年ロシアのウクライナ侵攻の際には、2002年に農林水産省によって発表された「不測時の食料安全保障マニュアル」で想定している事態が展開しているとする。ウクライナは小麦生産大国であるため小麦の価格は高騰し、魚介類はロシアからの輸入に依存しているためにロシアに対する制裁で輸入できなくなるとする。
子供のうつや発達障害や自閉症や学習障害が増加しているのであるが、これらは腸内環境が脳内環境に影響を与えていることが原因であるとする。人間が摂取している食品に含まれている食品添加物や残留農薬や残留抗生物質が腸内環境や腸内細菌叢に影響を与えているのではないかと懸念。
2025年1月31日、3月に行われる千葉県知事選挙に日本共産党の推薦を受けて無所属で立候補する意向を表明した。投開票の結果、現職の熊谷俊人に敗れ落選した。

## 著書
- 輸入大国日本・変貌する食品検疫: 低下する食料自給率と検疫体制の空洞化（1998年）
- よくわかる食品衛生法・WTO協定・コーデックス食品規格一問一（1995年）
- これでわかる輸入食品の話 イラスト版: ここが問題食品検疫と食料自給率（2000年）
- 多角分析食料輸入大国ニッポンの落とし穴（2003年）
- 食品のカラクリ6 輸入食品の真実!!−やっぱり危険!? 「中国産」の知られざる実態（2007年）
- これでわかるTPP問題一問一答: 日本を崩壊させる58の危険（2011年）
- TPPは国を滅ぼす（2011年）
- 食の安全はこう守る: 放射能汚染からTPPまで（2011年）
- TPP参加「日本崩壊」のシナリオ（2013年）
- 東京湾: 生きものと共にみる長期的なうつりかわり（2022年）
- 知っておきたい日本の農業・食料 過去・現在・未来そして農業の基本方向の転換を（2024年）